# Ольга Плахотнік
Ольга Плахотнік — українська соціальна філософиня, редакторка, письменниця та науковиця. Проживає в Канаді, займається питаннями фемінізму та квір-дослідженнями.

## Кар'єра
Ольга Плахотнік є постдокторською дослідницею в Університеті Альберти, де вона зосереджується на фемінізмі та квір-дослідженнях. У 2012 році отримала стипендію імені Фулбрайта.
Вона є співредакторкою журналу «Feminist Critique: East European Journal of Feminist and Queer Studies», відома своїм аналізом фемінізму на Євромайдані та публікацією «Радикальні „Фемен“ і новий жіночий активізм».
Проживає в Едмонтоні, Альберта, Канада.

## Публікації
- Постсоветский феминизм: украинский вариант // Гендерные исследования. — 2008. — № 17.
- Ольга Плахотнік та Марія Маєрчик. Ukrainian Feminism at the Crossroad of National, Postcolonial, and (Post)Soviet: Theorizing the Maidan Events 2013—2014 // Критика, (листопад 2015)[6]
- Ольга Плахотнік та Марія Маєрчик. Радикальні "Фемен" і новий жіночий активізм // Критика, 11 (грудень 2010): 7–10[6][7][8]
- Розділ книги “Safety” Under the Question: Contesting Competences and Affects in a Feminist Classroom in Theories of Affect and Concepts in Generic Skills Education: Adventurous Encounters edited by Edyta Just and Wera Grahn, Cambridge Scholars Publishing.